# IC 76
IC 76 ist eine linsenförmige Galaxie im Sternbild Walfisch südlich der Ekliptik. Sie ist schätzungsweise 345 Millionen Lichtjahre von der Milchstraße entfernt und hat einen Durchmesser von etwa 90.000 Lj.
Das Objekt wurde am 14. Dezember 1892 vom französischen Astronomen Stéphane Javelle entdeckt.